# Campeonato Mundial de Atletismo Sub-20 de 2018 - Lançamento de martelo masculino
A prova do lançamento de martelo masculino do Campeonato Mundial de Atletismo Sub-20 de 2018 ocorreu entre os dias 11 e 13 de julho no Estádio de Tampere em Tampere, na Finlândia. 

## Recordes
Antes desta competição, os recordes mundiais e do campeonato nesta prova eram os seguintes:
|     | Nome                   | Nacionalidade | Distância | Local     | Data                |
| --- | ---------------------- | ------------- | --------- | --------- | ------------------- |
| WJR | Ashraf Amgad Elseify   | Catar         | 85.57 m   | Barcelona | 14 de julho de 2012 |
| CR  | Ashraf Amgad Elseify   | Catar         | 85.57 m   | Barcelona | 14 de julho de 2012 |
| WJL | Christos Frantzeskakis | Grécia        | 81.32 m   | Trípoli   | 5 de maio de 2018   |

## Medalhistas
| Ouro              | Prata                 | Bronze                   |
| Jake Norris (GBR) | Mykhaylo Kokhan (UKR) | Mykhailo Havryliuk (UKR) |

## Cronograma
Todos os horários são locais (UTC+2).
| Data        | Hora  | Evento       |
| ----------- | ----- | ------------ |
| 11 de julho | 12:20 | Qualificação |
| 13 de julho | 17:50 | Final        |

## Resultados

### Qualificação
Qualificação: 74,00 m (Q) ou pelo menos melhor 12 qualificado (q) 
| Posição | Grupo | Atleta                  | Nacionalidade  | Tentativas | Tentativas | Tentativas | Marca | Notas |
| Posição | Grupo | Atleta                  | Nacionalidade  | 1          | 2          | 3          | Marca | Notas |
| ------- | ----- | ----------------------- | -------------- | ---------- | ---------- | ---------- | ----- | ----- |
| 1       | A     | Jake Norris             | Grã-Bretanha   | 73.44      | 76.95      |            | 76.95 | Q     |
| 2       | A     | Ragnar Carlsson         | Suécia         | 71.12      | 75.18      |            | 75.18 | Q     |
| 3       | A     | Hugo Tavernier          | França         | x          | 74.45      |            | 74.45 | Q,    |
| 4       | A     | Mykhaylo Kokhan         | Ucrânia        | 74.15      |            |            | 74.15 | Q     |
| 5       | B     | Mykhailo Havryliuk      | Ucrânia        | 73.71      | 72.28      | x          | 73.71 | q     |
| 6       | B     | Valentin Andreev        | Bulgária       | 71.28      | 70.14      | 72.44      | 72.44 | q     |
| 7       | B     | Donát Varga             | Hungria        | 71.72      | x          | x          | 71.72 | q     |
| 8       | B     | Ashish Jakhar           | Índia          | x          | 70.52      | 70.33      | 70.52 | q     |
| 9       | A     | James Joycey            | Austrália      | 67.60      | 70.38      | 68.80      | 70.38 | q,    |
| 10      | B     | Fabio Hessling          | Alemanha       | x          | 69.88      | x          | 69.88 | q     |
| 11      | B     | Bayley Campbell         | Grã-Bretanha   | 69.75      | x          | x          | 69.75 | q     |
| 12      | B     | Earwyn Abdou            | França         | x          | 68.46      | x          | 68.46 | q     |
| 13      | B     | Mihaita-Andrei Micu     | Roménia        | 67.98      | 67.98      | 66.34      | 67.98 |       |
| 14      | B     | Aimar-Genís Palma       | Espanha        | x          | x          | 67.74      | 67.74 |       |
| 15      | A     | Damneet Singh           | Índia          | 67.48      | x          | x          | 67.48 |       |
| 16      | B     | Giorgio Olivieri        | Itália         | x          | x          | 67.29      | 67.29 |       |
| 17      | A     | Dzianis Shabasau        | Bielorrússia   | 66.63      | x          | x          | 66.63 |       |
| 18      | A     | Gábor Czeller           | Hungria        | x          | 66.30      | x          | 66.30 |       |
| 19      | A     | Rúben Antunes           | Portugal       | x          | 66.01      | x          | 66.01 |       |
| 20      | A     | Hans Barrett            | Dinamarca      | 65.70      | 63.95      | x          | 65.70 |       |
| 21      | B     | Masanobu Hattori        | Japão          | 65.70      | x          | x          | 65.70 |       |
| 22      | A     | Lasha Giorgi Gurgenidze | Geórgia        | x          | 65.62      | x          | 65.62 |       |
| 23      | B     | Veikka Koskinen         | Finlândia      | x          | 64.68      | x          | 64.68 |       |
| 24      | B     | Michael Feldman         | Estados Unidos | 64.01      | 60.17      | 59.53      | 64.01 |       |
| 25      | A     | Khalil Bedoui           | Catar          | x          | 63.67      | x          | 63.67 |       |
| 26      | B     | Davit Ochigava          | Geórgia        | 63.60      | 63.10      | 62.04      | 63.60 |       |
| 27      | A     | Konstantinos Zaltos     | Grécia         | 63.49      | x          | 61.83      | 63.49 |       |
| 28      | A     | Aitor Urkía             | Espanha        | x          | 60.08      | x          | 60.08 |       |
| 29      | A     | Steven Feldman          | Estados Unidos | x          | 58.89      | 58.77      | 58.89 |       |
| 30      | A     | Miguel Ángel Zamora     | Cuba           | x          | x          | x          | NM    |       |
| 31      | B     | Christos Frantzeskakis  | Grécia         | x          | x          | x          | NM    |       |

### Final
A prova final foi realizada no dia 13 de julho às 17:50. 
| Posição           | Atleta             | Nacionalidade | Tentativas | Tentativas | Tentativas | Tentativas | Tentativas | Tentativas | Marca | Notas           |
| Posição           | Atleta             | Nacionalidade | 1          | 2          | 3          | 4          | 5          | 6          | Marca | Notas           |
| ----------------- | ------------------ | ------------- | ---------- | ---------- | ---------- | ---------- | ---------- | ---------- | ----- | --------------- |
| Medalha de ouro   | Jake Norris        | Grã-Bretanha  | x          | 73.18      | 78.17      | 80.65      | 74.55      | 80.55      | 80.65 | NJR             |
| Medalha de prata  | Mykhaylo Kokhan    | Ucrânia       | x          | x          | 74.37      | x          | 79.68      | x          | 79.68 | Recorde pessoal |
| Medalha de bronze | Mykhailo Havryliuk | Ucrânia       | 75.00      | 75.98      | 76.23      | x          | 74.43      | 77.71      | 77.71 | Recorde pessoal |
| 4                 | Ragnar Carlsson    | Suécia        | x          | 72.59      | 77.62      | 74.09      | x          | x          | 77.62 | NJR             |
| 5                 | Hugo Tavernier     | França        | 75.70      | x          | 75.44      | 75.37      | 75.99      | 74.20      | 75.99 | Recorde pessoal |
| 6                 | Ashish Jakhar      | Índia         | 72.56      | 74.59      | 72.69      | 71.46      | 72.39      | 74.34      | 74.59 |                 |
| 7                 | Donát Varga        | Hungria       | 66.89      | 70.80      | x          | x          | x          | 71.99      | 71.99 |                 |
| 8                 | Bayley Campbell    | Grã-Bretanha  | 71.28      | 71.21      | 58.56      | 66.42      | x          | x          | 71.28 |                 |
| 9                 | Fabio Hessling     | Alemanha      | 69.44      | 70.57      | x          |            |            |            | 70.57 |                 |
| 10                | Valentin Andreev   | Bulgária      | x          | x          | 68.59      |            |            |            | 68.59 |                 |
| 11                | Earwyn Abdou       | França        | x          | x          | 66.08      |            |            |            | 66.08 |                 |
| 12                | James Joycey       | Austrália     | 63.61      | x          | 63.92      |            |            |            | 63.92 |                 |

Legenda
| Recorde mundial       | Recorde mundial (World record)               |                       | Recorde africano                      | Recorde africano (African) |                                           | Q | Classificado por posição (Qualified) |
| Recorde do campeonato | Recorde do campeonato (Championship record)  | Recorde da América    | Recorde da América (Americas)         | q                          | Classificado por melhor tempo (Qualified) |   |                                      |
| Melhor marca do ano   | Melhor marca do ano (World leading)          | Recorde asiático      | Recorde asiático (Asian)              | DNS                        | Não largou (Did not start)                |   |                                      |
| Recorde nacional      | Recorde nacional (National record)           | Recorde europeu       | Recorde europeu (European)            | DNF                        | Não terminou (Did not finish)             |   |                                      |
| Recorde pessoal       | Recorde pessoal do atleta (Personal best)    | Recorde da Oceania    | Recorde da Oceania (Oceania)          | DSQ / DQ                   | Desclassificado (Disqualified)            |   |                                      |
| Recorde da temporada  | Recorde da temporada do atleta (Season best) | Recorde sul-americano | Recorde sul-americano (South America) | NM                         | Sem marca (No mark)                       |   |                                      |